# Komponente Naval
| Foto                                  | Kommandant                              | Informationen                                             |
| ------------------------------------- | --------------------------------------- | --------------------------------------------------------- |
|                                       | Alfredo Alves Reinado                   | bis 2004                                                  |
|                                       | Filomeno Paixão                         | 2004–2009                                                 |
|                                       | Kapitän Pedro Klamar Fuik               | 14. Januar 2009–2012                                      |
|                                       | João Miranda                            |                                                           |
|                                       | Fregattenkapitän Higínio das Neves      | Stand 2012/2014                                           |
|                                       | Fregattenkapitän Adão de Brito „Jacky“  | 6. Oktober 2016 – 2019                                    |
| Fregattenkapitän João da Silva (2020) | Fregattenkapitän João da Silva          | 2019 (Ernennung: 15. Juli; Antritt: 11. September) – 2022 |
|                                       | Kommodore Higínio das Neves „Super Man“ | seit 2022                                                 |

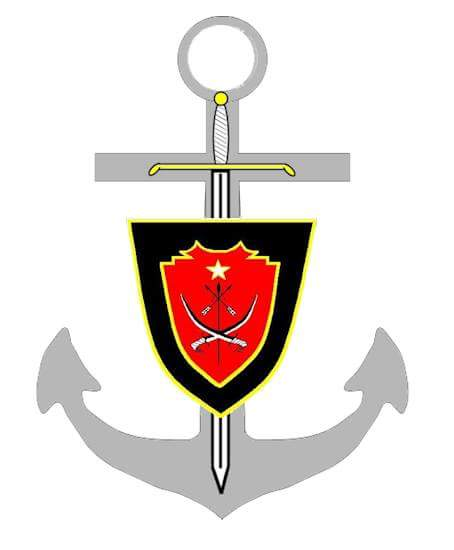
Symbol der Marine

Die Komponente Naval (portugiesisch Componente Naval) bildet die kleine Marine der Verteidigungskräfte Osttimors (F-FDTL). Ihre Basis befindet sich in Hera, östlich von Dili. Ein zweiter Stützpunkt an der Südküste ist geplant. Als möglicher Standort ist Betano im Gespräch. Kommandeur der Komponente Naval ist seit 2022 Kommodore Higínio das Neves (Super Man). Sein Stellvertreter ist Fregattenkapitän Guido Guterres da Silva (Belanda).

## Aufgaben

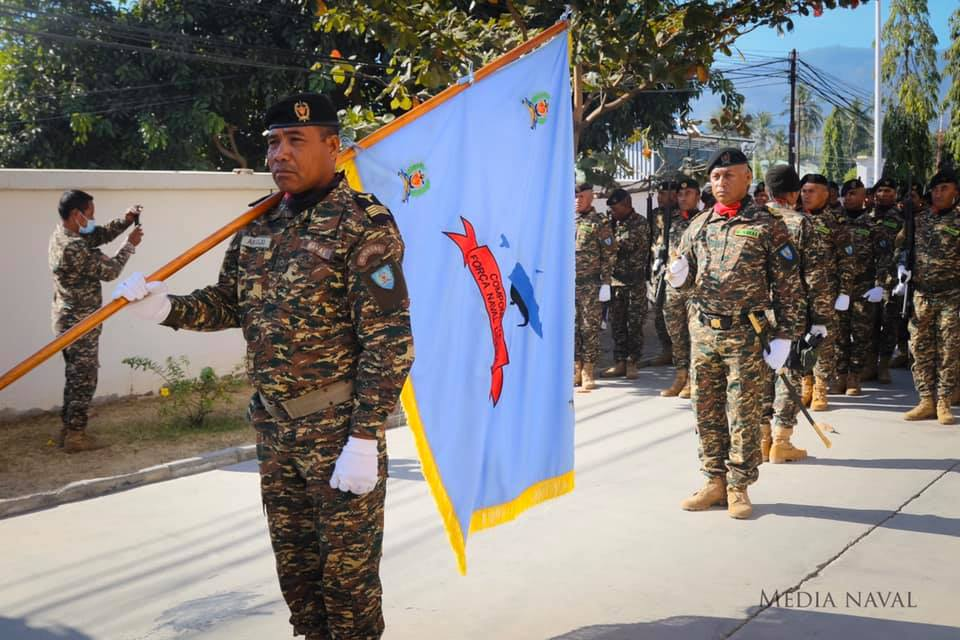
Flagge der Komponente Naval

Die Marine ist für den Schutz der Hoheitsgewässer und der maritimen Souveränität des Landes zuständig. Die Osttimor umgebenden Gewässer sollen sowohl vor externen als auch internen Bedrohungen geschützt werden. Eine Hauptaufgabe der Marine ist dabei die Eindämmung der illegalen Fischerei in der ausschließliche Wirtschaftszone Osttimors. Dazu kommen Such- und Rettungsaktionen, der Kampf gegen Drogenhandel und andere Verbrechen auf See und die Zusammenarbeit mit den Streitkräften verbündeter Länder bei regionalen Friedens- und Sicherheitsmissionen.

## Geschichte
Das offizielle Gründungsdatum der Marine Osttimors ist der 12. Januar 2002.

## Gliederung

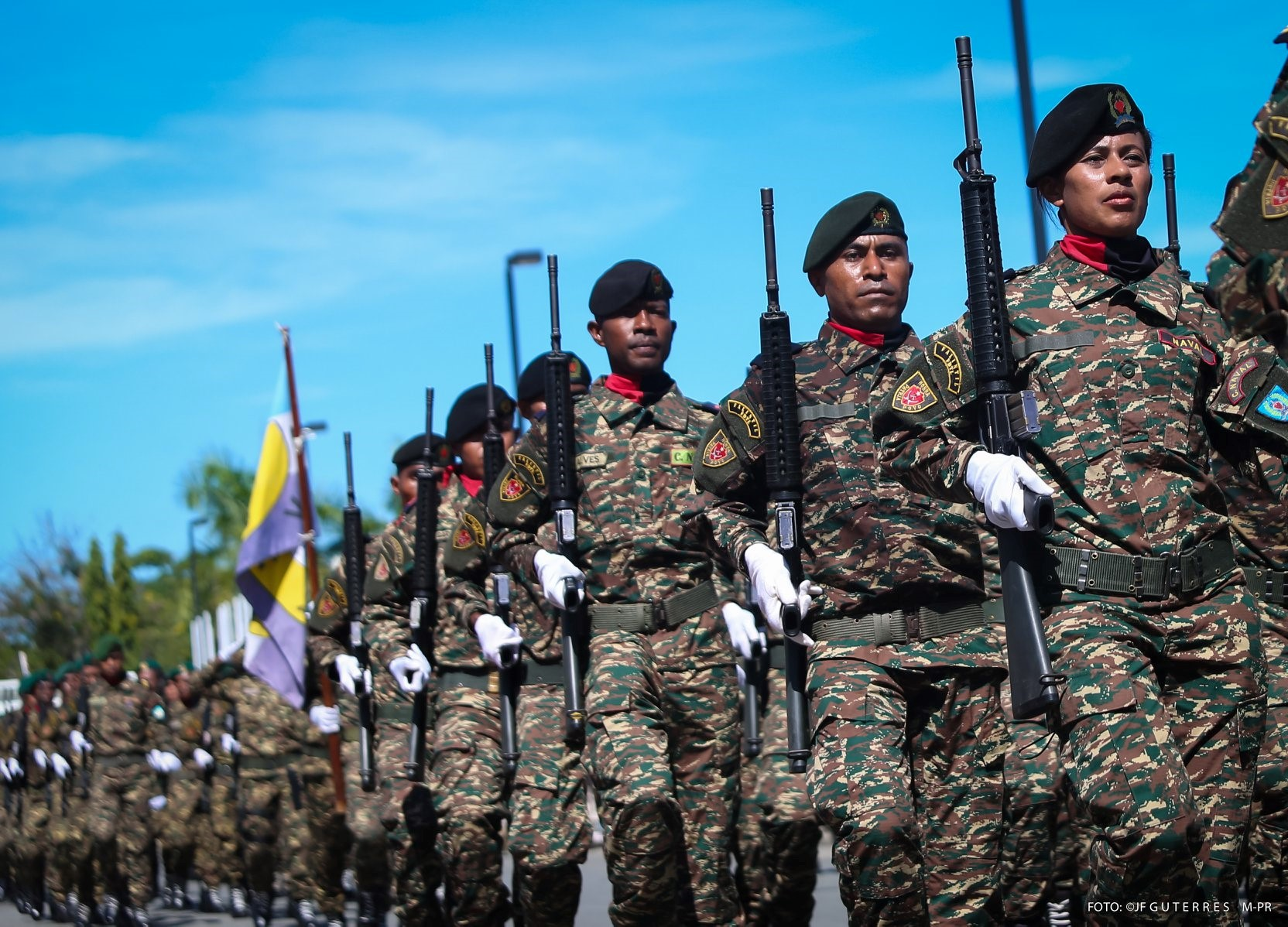
Soldaten der Marinestreitkräfte

Der Marine unterteilt sich in das Komandu Apoiu Servisu Naval (Marine-Dienstunterstützungskommando CASN), die Unidade Eskuadra Naval (Marinegeschwader), die Unidade Fuzileiru (Marinechor) und
Sentru Formasaun no Edukasaun Naval (Marine-Ausbildungs- und Ausbildungszentrum CFTN).

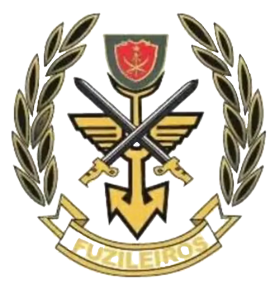
Marinechor
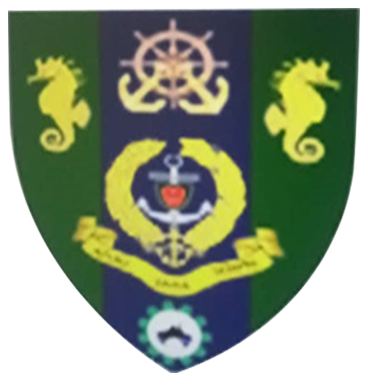
Marine-Dienstunter-stützungs-kommando CASN
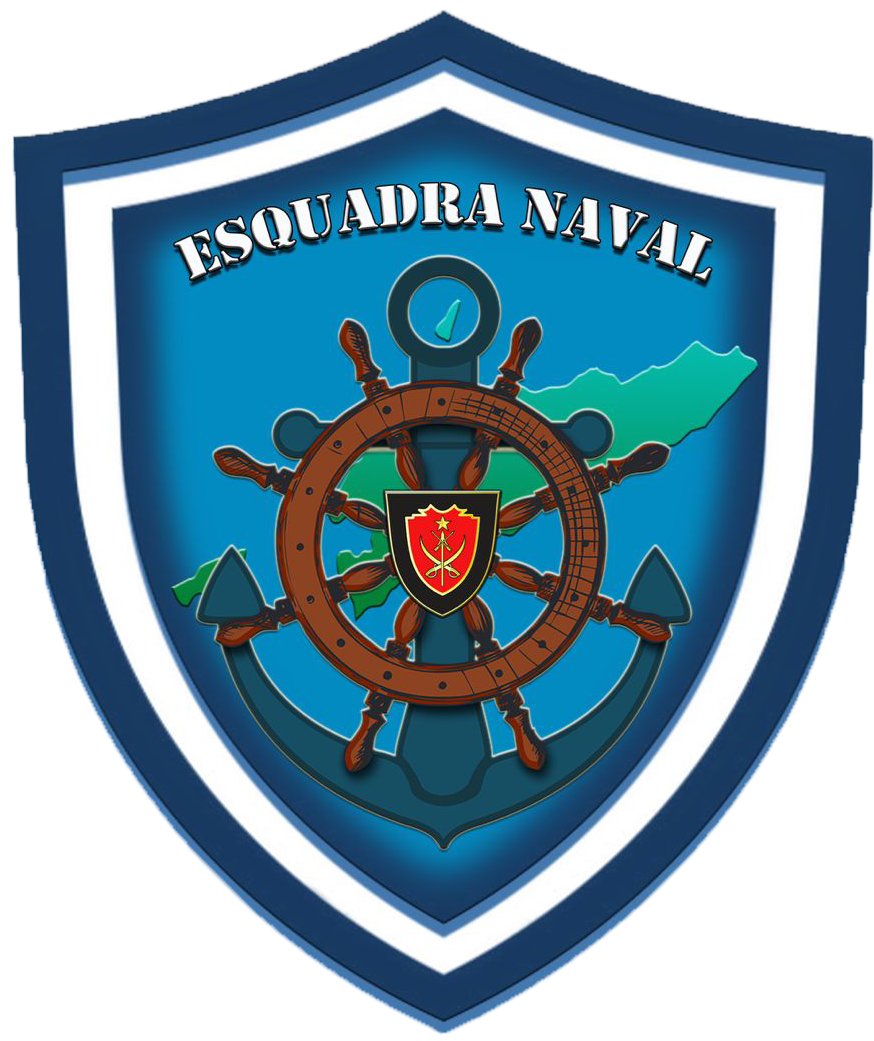
Marine-geschwader
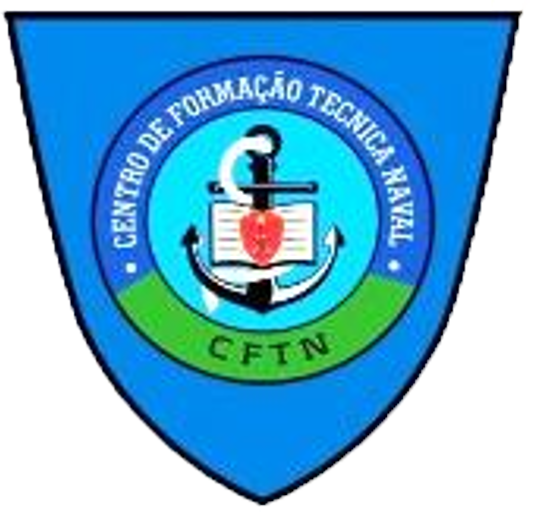
Naval Training and Formation Center (CFTN)

## Flotte
Zwei Schnellboote der Albatroz-Klasse erhielt Osttimor im Dezember 2001 von der portugiesischen Marine. Zwei 22 Meter langen Boote wurden NRTL Oecusse (P101) und NRTL Atauro (P102) getauft und in Hera stationiert. Die Offiziere wurden von Portugal in Metinaro ausgebildet. 2008 wurden die beiden Boote in Indonesien überholt, doch 2019 waren die beiden Boote in einem so schlechtem Zustand, dass sie an Land gelegt werden mussten.
Die Boote NRTL Jaco (P212) und NRTL Betano (P211) wurden offiziell am 11. Juni getauft und als Jaco-Klasse in Dienst gestellt. Die beiden Patrouillenboote der Shanghai-III-Klasse (Typ 062-I-Klasse Kanonenboot) wurden von der Volksrepublik China gekauft, können schneller als 25 Knoten fahren und haben eine Reichweite von 750 Seemeilen. Präsident José Ramos-Horta beschwerte sich aber bei der Regierung, dass die Boote nicht für den Einsatz in der stürmischen Timorsee geeignet seien. 36 timoresische Seeleute fuhren zu einem dreimonatigen Training nach China.
Drei weitere Patrouillenboote wurden im September 2011 von Südkorea übernommen. Sie gehören zur südkoreanischen Chamsuri-Klasse und erhielten die Namen Kamenassa (P215), Díli und Hera. Die Hera und die Dili wurden 2012 an die Unidade da Polícia Marítima (UPM) abgegeben. P217 wurde am 15. Juli an der Westseite des Riffs K41 gezielt versenkt und dient nun als Tauchattraktion.
Zwei Boote aus dem Pacific Patrol Boat Program sollten 2024 aus Australien geliefert werden. Sie werden die Namen NRTL Aitana (P101) und NRTL Laline (P102) erhalten. Allerdings teilte im September 2024 Oberbefehlshaber Falur Rate Laek Australien mit, man könne derzeit die Boote nicht übernehmen. Der  Marinestützpunkt in Hera falle auseinander.

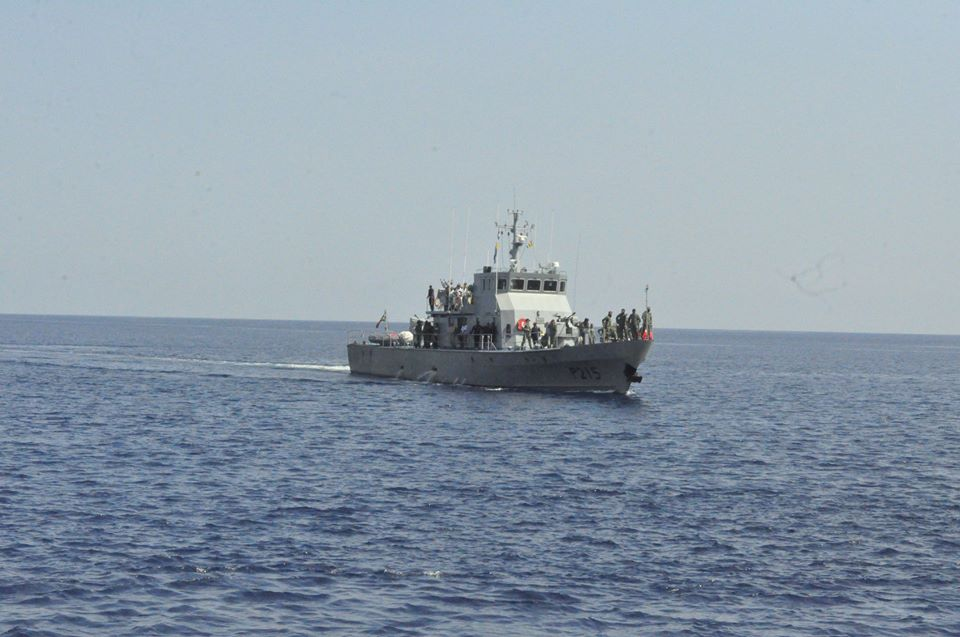
NRTL Kamenassa P215 (2018)
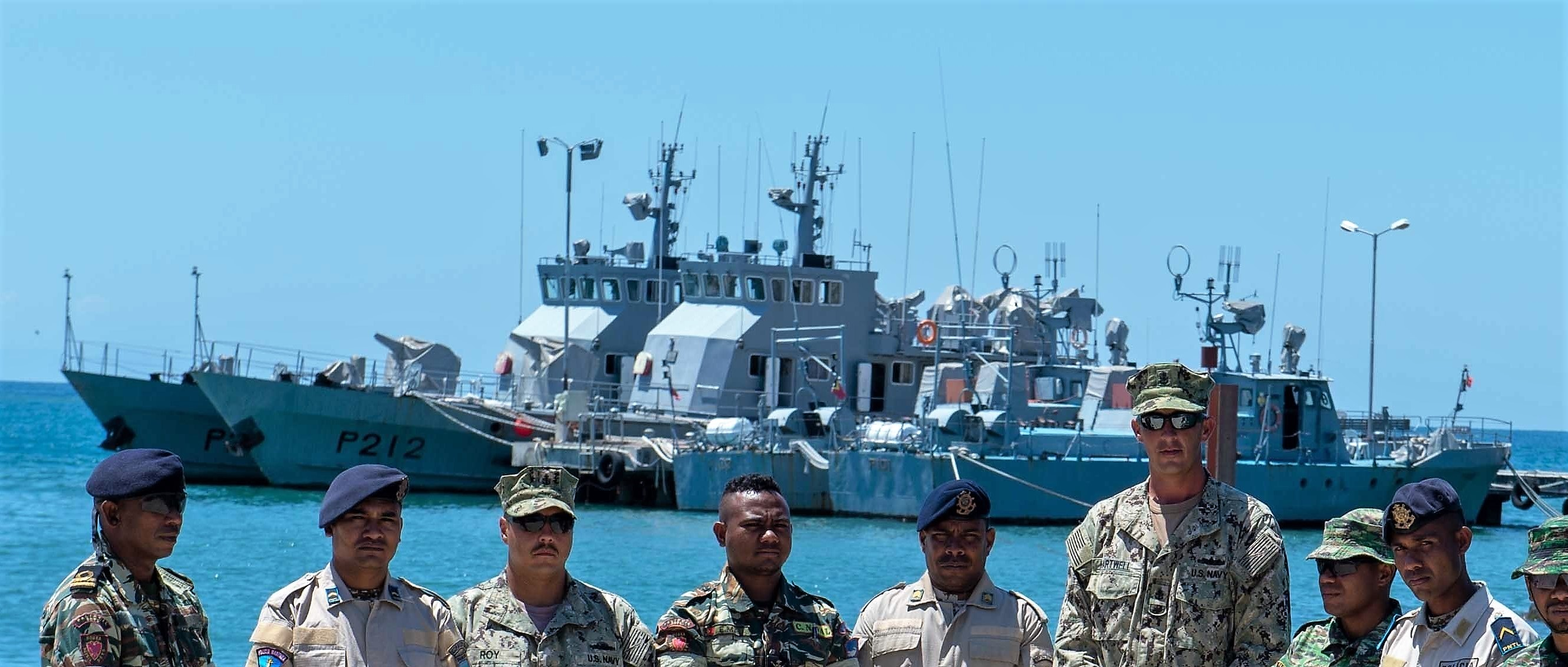
Im Hintergrund: NRTL Jaco P212, NRTL Betano P211, NRTL Atauro P102 und NRTL Oecusse P101
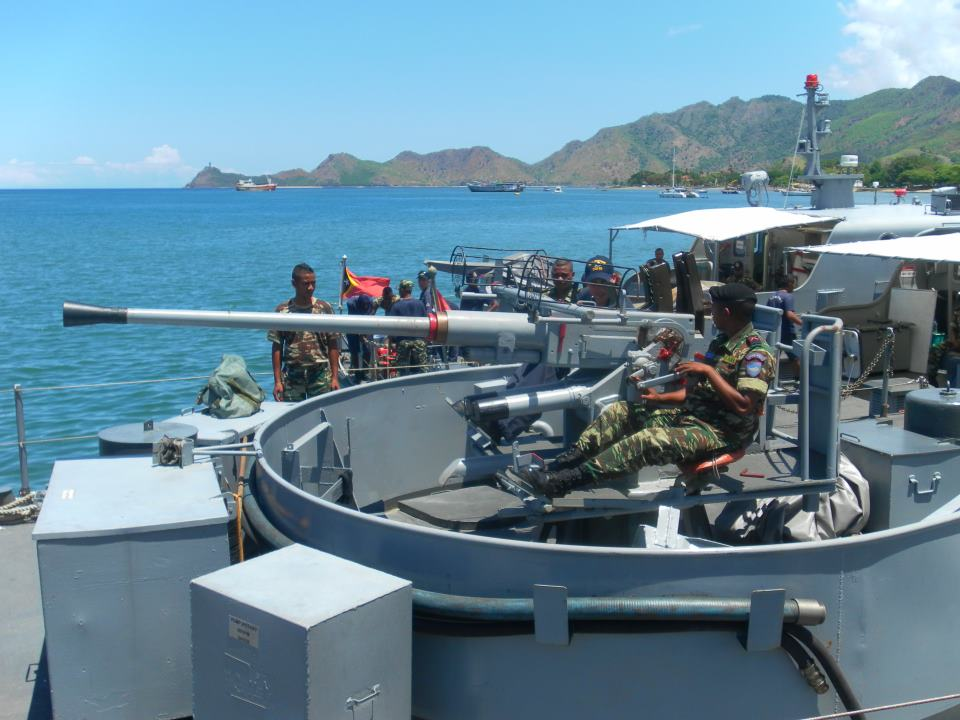
Geschütz auf einem osttimoresischen Patrouillenboot
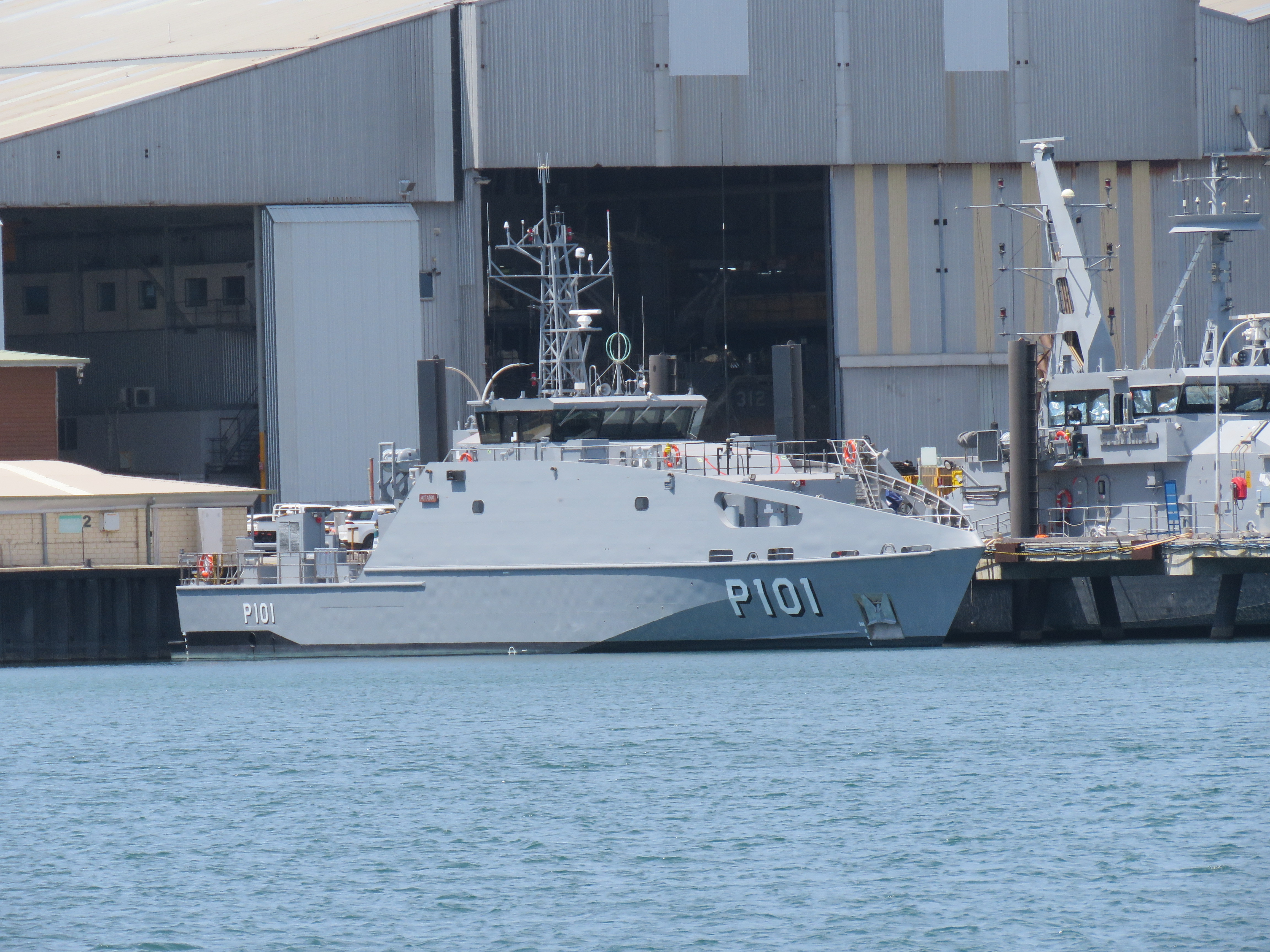
NRTL Aitana P101 in der australischen Schiffswerft